# Athletic Club 1975-1976
Questa voce raccoglie le informazioni riguardanti l'Athletic Club  nelle competizioni ufficiali della stagione 1975-1976.

## Stagione
Come da politica societaria la squadra è composta interamente da giocatori nati in una delle sette province di Euskal Herria o cresciuti calcisticamente nel vivaio di società basche.
In Primera División la squadra giunge quinta. Nella Coppa del Generalísimo l'Athletic viene eliminato al quarto turno dallo Sporting Gijón (2-0 e 2-5).

## Rosa
| N. |                   | Ruolo | Calciatore             |
| -- | ----------------- | ----- | ---------------------- |
|    | Spagna (bandiera) | P     | José Ángel Iribar      |
|    | Spagna (bandiera) | P     | Juan Antonio Zaldua    |
|    | Spagna (bandiera) | D     | Andoni Goikoetxea      |
|    | Spagna (bandiera) | D     | Javier Escalza         |
|    | Spagna (bandiera) | D     | José Ignacio Madariaga |
|    | Spagna (bandiera) | D     | José Ignacio Oñaederra |
|    | Spagna (bandiera) | D     | José María Núñez       |
|    | Spagna (bandiera) | D     | Daniel Astrain         |
|    | Spagna (bandiera) | D     | José María Lasa        |
|    | Spagna (bandiera) | D     | José María Amorrortu   |
|    | Spagna (bandiera) | D     | Agustín Gisasola       |

| N. |                   | Ruolo | Calciatore          |
| -- | ----------------- | ----- | ------------------- |
|    | Spagna (bandiera) | C     | Juan Carlos Vidal   |
|    | Spagna (bandiera) | C     | Iñaki Garay         |
|    | Spagna (bandiera) | C     | José Ángel Rojo     |
|    | Spagna (bandiera) | C     | Ángel María Villar  |
|    | Spagna (bandiera) | C     | Javier Irureta      |
|    | Spagna (bandiera) | C     | Pedro María Zabalza |
|    | Spagna (bandiera) | A     | Dani                |
|    | Spagna (bandiera) | A     | José Pablo Otaolea  |
|    | Spagna (bandiera) | A     | Txetxu Rojo         |
|    | Spagna (bandiera) | A     | Carlos Ruiz Herrero |

## Risultati

### Coppa del Generalissimo
| Gijón 11 febbraio 1976 | Sporting Gijón | 0 – 2 | Athletic Bilbao |  |

| Bilbao 25 febbraio 1976 | Athletic Bilbao | 2 – 5 | Sporting Gijón |  |

## Statistiche

### Statistiche dei giocatori
| Giocatore      | Primera División | Primera División | Primera División | Primera División | Coppa del Generalissimo | Coppa del Generalissimo | Coppa del Generalissimo | Coppa del Generalissimo | Totale   | Totale | Totale      | Totale     |
| Giocatore      | Presenze         | Reti             | Ammonizioni      | Espulsioni       | Presenze                | Reti                    | Ammonizioni             | Espulsioni              | Presenze | Reti   | Ammonizioni | Espulsioni |
| -------------- | ---------------- | ---------------- | ---------------- | ---------------- | ----------------------- | ----------------------- | ----------------------- | ----------------------- | -------- | ------ | ----------- | ---------- |
| J.M. Amorrortu | 20               | 2                | 0                | 0                | 2                       | 1                       | 0                       | 0                       | 22       | 3      | 0           | 0          |
| D. Astrain     | 33               | 0                | 4                | 0                | 1                       | 0                       | 0                       | 0                       | 34       | 0      | 4           | 0          |
| Carlos         | 15               | 6                | 0                | 0                | 0                       | 0                       | 0                       | 0                       | 15       | 6      | 0           | 0          |
| Dani           | 31               | 14               | 3                | 0                | 2                       | 0                       | 0                       | 0                       | 33       | 14     | 3           | 0          |
| J. Escalza     | 32               | 0                | 1                | 0                | 1                       | 0                       | 0                       | 0                       | 33       | 0      | 1           | 0          |
| I. Garay       | 4                | 0                | 0                | 0                | 0                       | 0                       | 0                       | 0                       | 4        | 0      | 0           | 0          |
| A. Gisasola    | 7                | 0                | 1                | 0                | 1                       | 0                       | 0                       | 0                       | 8        | 0      | 1           | 0          |
| A. Goikoetxea  | 27               | 4                | 4                | 0                | 1                       | 0                       | 0                       | 0                       | 28       | 4      | 4           | 0          |
| J.A. Iribar    | 25               | -?               | 0                | 0                | 0                       | -0                      | 0                       | 0                       | 25       | -0+    | 0           | 0          |
| J.A. Irureta   | 33               | 8                | 2                | 0                | 2                       | 0                       | 0                       | 0                       | 35       | 8      | 2           | 0          |
| J.M. Lasa      | 32               | 1                | 0                | 1                | 2                       | 0                       | 0                       | 0                       | 34       | 1      | 0           | 1          |
| J.I. Madariaga | 16               | 0                | 2                | 0                | 2                       | 0                       | 0                       | 0                       | 18       | 0      | 2           | 0          |
| J.M. Núñez     | 1                | 0                | 0                | 0                | 2                       | 0                       | 0                       | 0                       | 3        | 0      | 0           | 0          |
| J.I. Oñaederra | 7                | 0                | 0                | 0                | 2                       | 1                       | 0                       | 0                       | 9        | 1      | 0           | 0          |
| J.P. Otaolea   | 6                | 1                | 0                | 0                | 0                       | 0                       | 0                       | 0                       | 6        | 1      | 0           | 0          |
| T. Rojo (I)    | 30               | 1                | 4                | 0                | 2                       | 2                       | 0                       | 0                       | 32       | 3      | 4           | 0          |
| J.A. Rojo (II) | 29               | 1                | 3                | 1                | 0                       | 0                       | 0                       | 0                       | 29       | 1      | 3           | 1          |
| A.M. Villar    | 30               | 2                | 2                | 0                | 1                       | 0                       | 0                       | 0                       | 31       | 2      | 2           | 0          |
| J.C. Vidal     | 12               | 2                | 0                | 0                | 2                       | 0                       | 0                       | 0                       | 14       | 2      | 0           | 0          |
| P.M. Zabalza   | 6                | 0                | 0                | 0                | 1                       | 0                       | 0                       | 0                       | 7        | 0      | 0           | 0          |
| J.A. Zaldua    | 10               | -?               | 0                | 0                | 2                       | -5                      | 0                       | 0                       | 12       | -5+    | 0           | 0          |